# La Révolution russe (brochure)
La Révolution russe (en allemand : Die Russische Revolution) est un pamphlet écrit en 1918 par la théoricienne marxiste germano-polonaise Rosa Luxemburg. Il a été publié à titre posthume en 1922 par son compatriote spartakiste Paul Levi. 

## Résumé
Luxemburg discute des révolutions de février et d’octobre 1917 en Russie. Ses trois principales critiques des politiques mises en œuvre par le Parti bolchevique étaient sa politique d'Indigénisation et d’autodétermination pour les minorités ethniques, sa distribution de terres à des paysans individuels au lieu d’une collectivisation immédiate, et sa dissolution antidémocratique de l’Assemblée constituante russe. En général, Rosa Luxemburg critiquait la centralisation du pouvoir par le dirigeant bolchevique Vladimir Lénine et la création d’un parti unique, ainsi que la suppression des Libertés publiques telles que la liberté de la presse, d’association et de réunion.

### Source
- (en) Cet article est partiellement ou en totalité issu de l’article de Wikipédia en anglais intitulé « The Russian Revolution (pamphlet) » (voir la liste des auteurs).